# Oeschgen
Oeschgen – gmina w Szwajcarii, w kantonie Argowia, w okręgu Laufenburg. Liczy 915 mieszkańców (31 grudnia 2014), leży w dolinie Fricktal, nad rzeką Sissle. 
Pierwsze wzmianki o miejscowości pochodzą z XIII wieku. 

## Osoby

### związane z gminą
- Alex Hürzeler, polityk, mieszka tutaj